# PLAY (李奥軒の曲)
「PLAY」（プレイ）は、中国の歌手・李奧軒の楽曲で、2枚目のシングル。5月31日にYoutubeで配信されて、6月20日に全世界で発売される。

## 解説
欧米のプロデューサーのボビー・ジョンによるプロデュース作品。
楽曲はアメリカ作曲家のジョン・ライル・クリネベル、パイパーアンディツィエによって作曲された。本作では、従来の作品に見られるようなシンセサイザーはほとんど使用されず、トライアングルなどの生の打楽器が使用された。
「PLAY」のジャケットはイギリスのグラフィックデザイナー、クレイグ・ウィンティンによるもの。

## 収録曲
| #  | タイトル | 作詞・作曲                                                   | プロデュース   | 時間 |
| -- | -------- | ------------------------------------------------------------ | -------------- | ---- |
| 1. | 「PLAY」 | ジョン・ライル・クリネベル パイパーアンディツィエ 大濱しおり | ボビー・ジョン | 2:37 |